# Branta leucopsis
L'oca facciabianca (Branta leucopsis Bechstein, 1803) è un uccello della famiglia degli Anatidi diffuso nell'Europa settentrionale.

## Descrizione

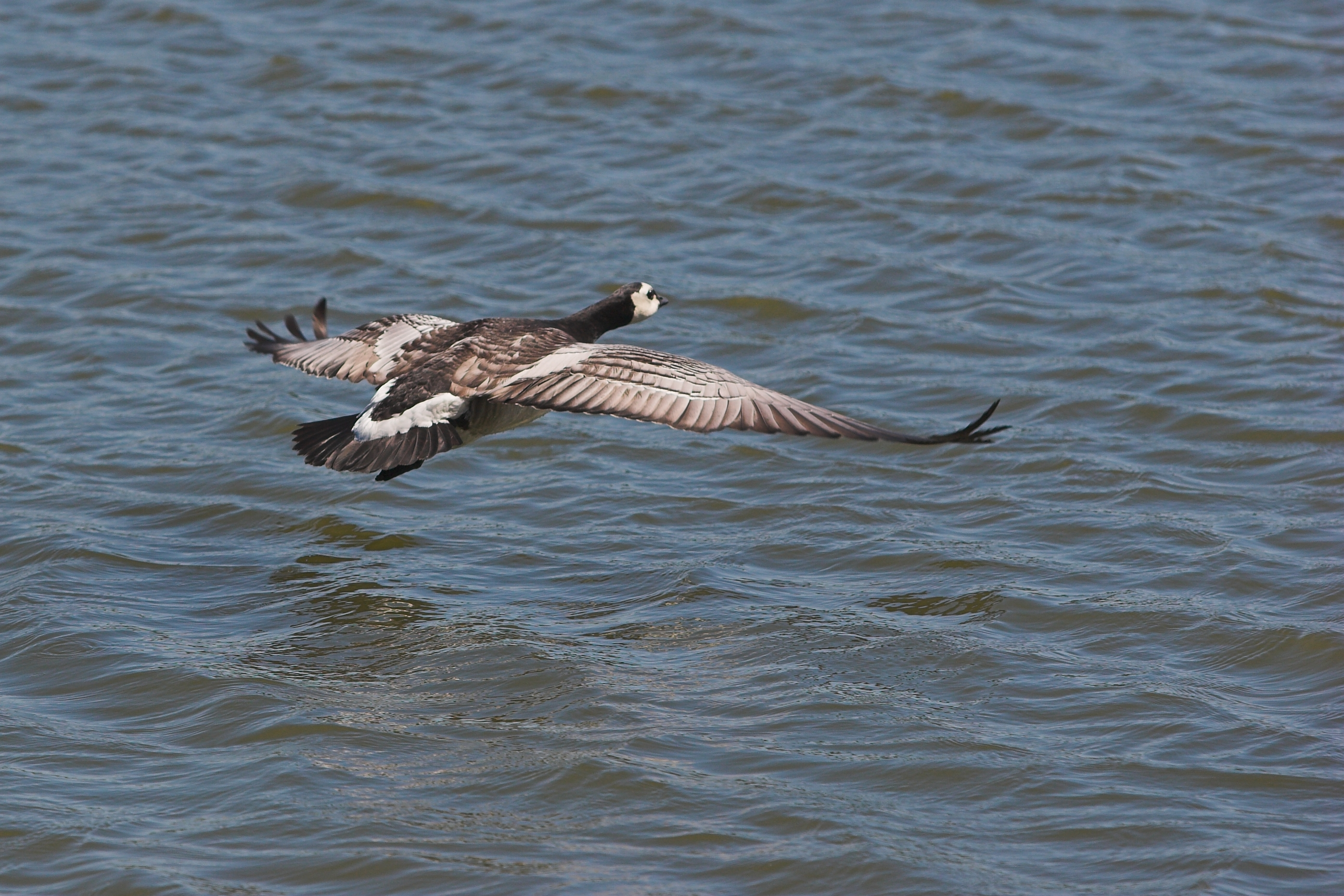
In volo

Lunga 58-70 cm, presenta un'apertura alare di 120-142 cm. Il collo è robusto, corto e nero come il petto, il capo è arrotondato e perlopiù bianco e il becco è piccolo e nero. Le parti inferiori del corpo sono bianco-argentee, le superiori grigie con strie bianche e nere. Il forte contrasto tra il petto nero e il ventre biancastro è un buon metodo per distinguerla dall'oca colombaccio della sottospecie bernicla. Le ali sono poco più corte di quelle dell'oca colombaccio.

## Distribuzione e habitat

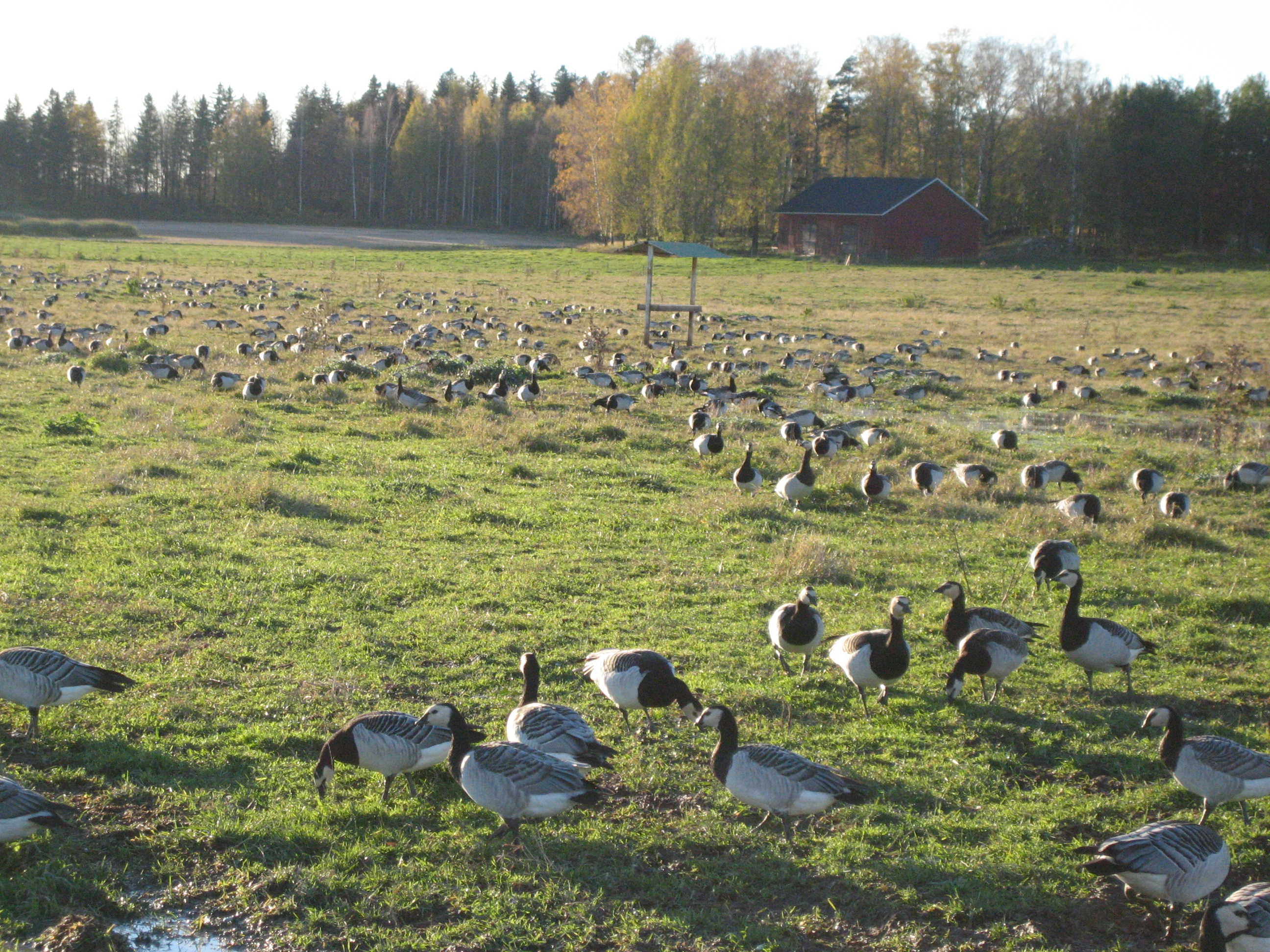
Uno stormo di oche facciabianca in un campo a Helsinki, Finlandia

Solo nel XX secolo si è compreso come riescano a riprodursi. Si ritrovano sulle coste a ovest dell'Irlanda, della Scozia nord-occidentale (dove la popolazione conta circa 40 000 esemplari), nei Paesi Bassi (130 000 esemplari), in Finlandia, Danimarca e Scozia. Più raramente si osserva su qualche altra costa europea e nordamericana.
Nel 1907 avvenne la scoperta della loro riproduzione nell'isola Spitzbergen nella Norvegia del Nord. Un anno più tardi, delle colonie in procinto di riprodursi furono segnalate anche in Groenlandia. Attualmente, si sa che si riproducono anche nella Nuova Zemlia, una grossa isola situata al nord della Russia.

## Biologia

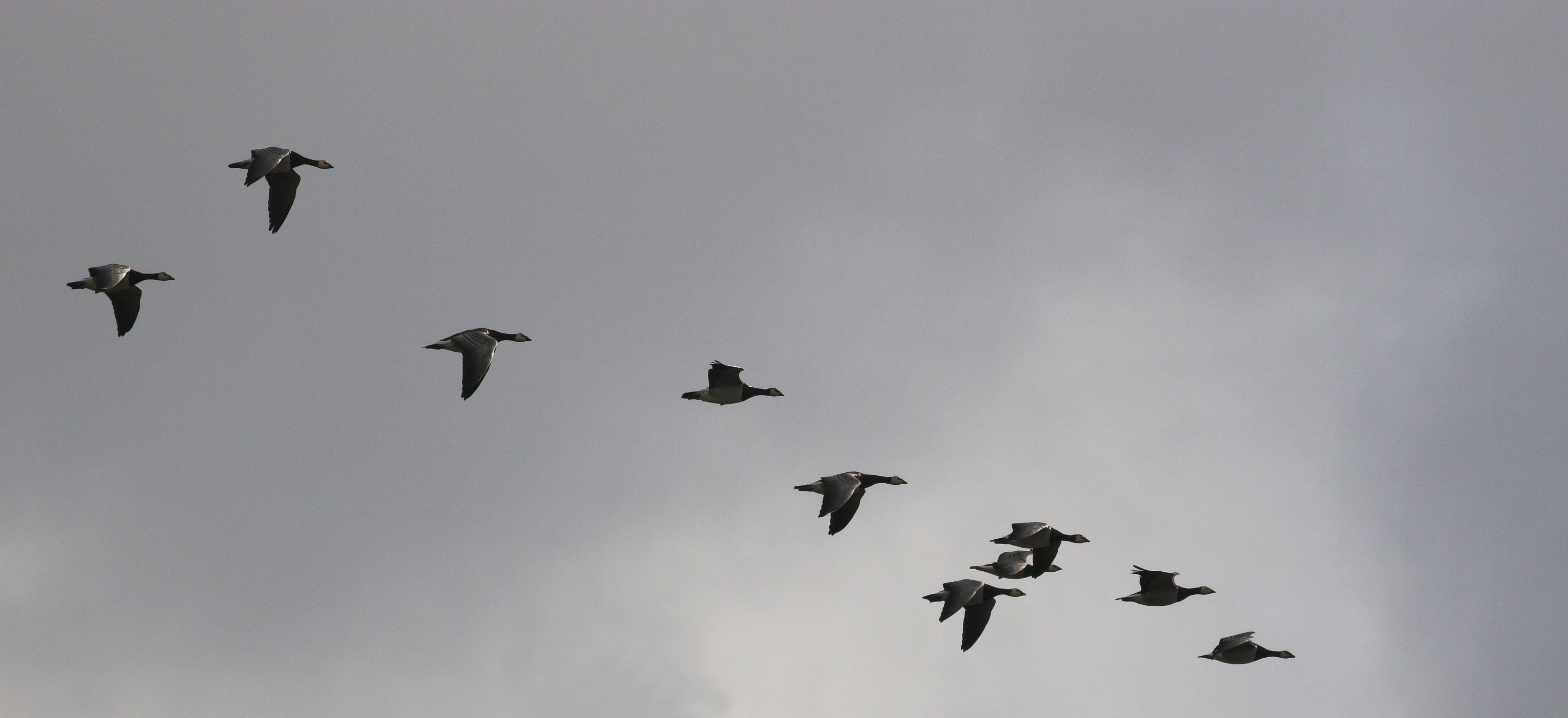
Stormo in migrazione autunnale

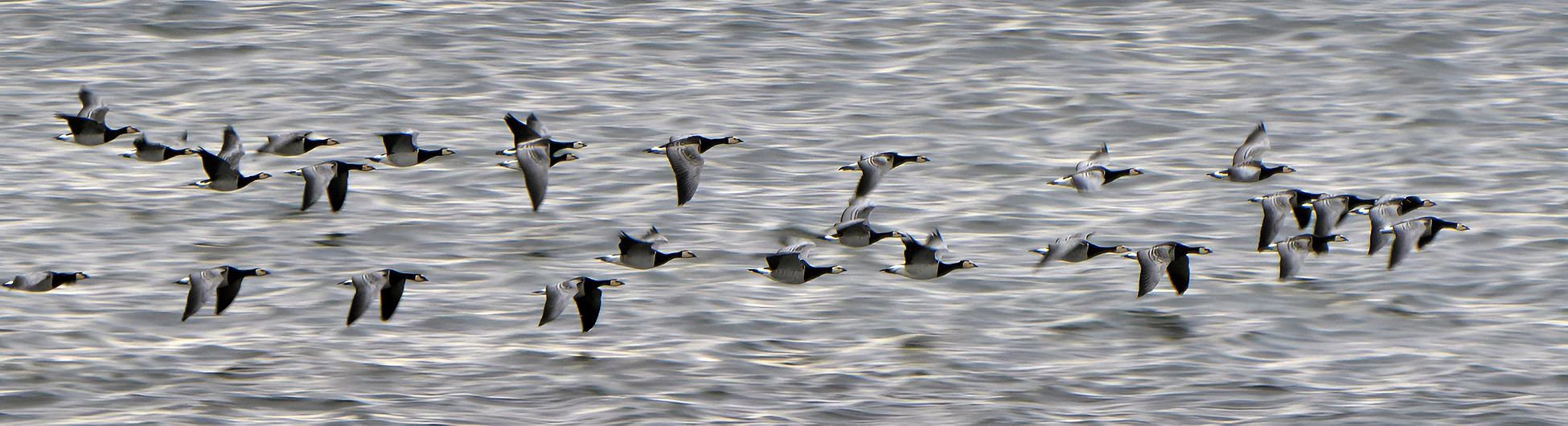
Branta leucopsis

### Alimentazione
Si nutre di piante come Plantago maritima, Puccinellia maritima (la specie principale tra quelle della dieta nello studio di Jouke Prop e Charlotte Deeremberg), Trigoclin maritima e Festuca rubra.

### Riproduzione
La covata, di solito, è di 4 o 5 uova. La durata della covata è poco superiore a tre settimane. I pulcini di questa specie sono noti per un'incredibile capacità: essi possono infatti sopravvivere dopo essersi gettati dai propri nidi, a oltre 300 metri di altitudine, ed essersi schiantati di peso sulle rocce tipiche dei luoghi in cui nidificano. Ciò è possibile grazie a una perfetta distribuzione del corpo data dall'animale durante il volo, atta ad aumentarne l'attrito con l'aria e a rallentare quindi la caduta.